# Sokoro (Côte d'Ivoire)
Pour les articles homonymes, voir Sokoro.
 (juin 2015).
Si vous disposez d'ouvrages ou d'articles de référence ou si vous connaissez des sites web de qualité traitant du thème abordé ici, merci de compléter l'article en donnant les références utiles à sa vérifiabilité et en les liant à la section « Notes et références ».
Sokoro est une ville du nord ouest de la Côte d'Ivoire, en Afrique de l'Ouest. C'est une sous-préfecture du  département de Minignan, dans la région du Folon située à 26 kilomètres de Minignan, son chef-lieu de département.

## Toponymie
Le nom Sokoro signifie en langue malinké, « sous l'arbre Sô ». Le Sô est un grand arbre communément connu dans la région des savanes. La ville est composée de deux agglomérations : Sokoro 1 et Sokoro 2 séparées par la rivière Bricô. La ville de Sokoro fait frontière avec le Mali, une frontière naturelle selon le cours de la rivière Gbôlonzon, à l'ouest. La rivière Gbôlonzon a un débit irrégulier en fonction des saisons. En saison pluvieuse, la rivière sort de son lit et peut se répandre dans les pleines longeant son lit. Ceci cause souvent de graves inondations pouvant même empêcher des échanges de part et d'autre de la frontière. En saison sèche, elle tarit jusqu'au point qu' il ne reste que quelques regorges d'eau. Doumbâ est l'une de ces regorges d'eau les plus reconnues et adorées du fait des aspects mystiques, racontés souvent par les ancêtres aux générations suivantes.

## Géographie
La population de Sokoro est très bien hiérarchisée. En effet, pour une meilleure gestion des affaires courantes politiques et religieuses, la ville a été subdivisée en quartiers appelés « kabla ». Ainsi, Sokoro 1 se compose de cinq quartiers : Masséni, Kêrêkola, Bananguôrô, Tabourela et Moridougou. Sokoro 2 se compose de Bramala, Diabyla, Mamidougou, Babala et Tabouré. Les trois premiers tablas forment Gbakala. Chaque quartier a une valeur représentative des fonctions qui lui sont attribuées et est dirigé par un chef de quartier. Cela facilite les prises de décisions et favorise une rapide mise en application de celles-ci.
Le chef suprême de la ville est nommé à vie et de façon héréditaire.
Reconnue dans la région comme étant la plaque tournante des échanges commerciaux de par son marché de vivriers qui se tient tous les vendredis, Sokoro commerce, au-delà de ses frontières, avec le Mali et la Guinée.
La ville possède de nombreuses potentialités touristiques, du fait de sa position géostratégique et de ses diversités culturelles. Elle héberge encore la plus vieille mosquée (datant de l'an 1577) de la région, et de la case historique dans laquelle Samory Touré aurait séjourné, lors de son passage pour la conquête du nord de la Côte d'Ivoire.
Sokoro 2 possède un édifice architectural dans laquelle réside le chef de la ville. De par sa grandeur et son magnifisme[Quoi ?] de l'époque, il est le symbole d'une ingéniosité sur dimensions[pas clair] et l'ardeur dont disposent les habitants de la ville.
La population y est essentiellement constituée de Malinkés. Celle-ci porte des noms comme Cissé, Sanogo, Savané, Diakité, Diallo, Sylla, Diaby, etc.

## Historique
Après une longue randonnée en provenance de Bacongo (actuellement une province en Guinée), les pères fondateurs (les deux frères) de la ville de Sokoro arrivèrent sur la terre que leurs ancêtres auraient promise. Ils s'adonnèrent à la culture de la terre et à l'élevage. Ainsi, la ville devint prospère et très convoitée. La population ne cessa donc d'augmenter. 
Quand les pères fondateurs décidèrent de quitter Bacongo, ils demandèrent la permission et la bénédiction de leur grande sœur, Mariam, qui leur donna la route.
Après prières et sacrifices, le père fondateur, sa famille, et son beau-frère, FréMalali, sa famille et leur servante, Koumba (future mère de Yôrô, fondatrice de Minignan actuelle) prirent la route, comme autres compagnons d'aventure, ils furent joints par une jeune forgeronne du nom de Macéni Kôhnin (Koné, future fondatrice de Somontou) et de son grand ami, Moriba Konaté (ancêtre des Konaté à Kôkô ("Sokoro 1")).  
En route, loin de Bacongo, il rencontrèrent un Peul du nom de Médidjan Sangaré (futur fondateur de Djôhonzo). Arrivés à Folon (Sokoro actuel), ils combattirent les Sénoufo spirituellement et religieusement et gagnèrent. Sokoro établi, il devint très hospitalier, c'est ainsi, qu'un jour, un jeune, fuyant la défaite d'une guerre tribale, trouva refuge à Sokoro. Il s'appelait Sérika (futur fondateur de Tchemba actuel, futur mari de la servante, Koumba et futur père de Koumba Yôrô.  